# Home Before Dark
Home Before Dark är en amerikansk dramaserie från 2020. Serien är skapad av Dana Fox och Dara Resnik och producerad för Apple TV+. Serien är baserad på händelser i den unga journalisten Hilde Lysiaks liv. Första säsongen består av 10 avsnitt.
Den svenska premiären skedde den 3 april 2020.

## Handling
Serien handlar om den 13-åriga tjejen och självutnämnda journalisten, Hilde Lysiak, som hittar ledtrådar till ett olöst brott alla i staden inklusive hennes pappa försöker dölja.

## Rollista (i urval)
- Brooklynn Prince - Hilde Lisko
- Jim Sturgess - Matthew Lisko
- Abby Miller - Bridget Jensen
- Louis Herthum - Frank Briggs Sr.
- Kiefer O'Reilly - Richie Fife
- Michael Weston - Frank Briggs Jr.
- Kylie Rogers - Izzy Lisko